# Euneomyini
Euneomyini constituye una tribu de la subfamilia Sigmodontinae. Incluye 3 géneros, cuyas especies vivientes están distribuidas en bosques, estepas y semidesiertos andinos del centro-oeste y sudoeste de América del Sur y son denominadas comúnmente ratones chinchilla o ratones peludos.

## Taxonomía
Esta tribu fue descrita originalmente en el año 2015 por los zoólogos Ulyses F. J. Pardiñas, Pablo Teta y Jorge Salazar-Bravo. El género tipo es Euneomys, descrito en 1874 por el cirujano de ejército, historiador y ornitólogo estadounidense Elliott Coues. La tribu se incluye en el clado Oryzomyalia de la subfamilia Sigmodontinae.

### Subdivisión
Esta tribu se compone de 3 géneros, dos de ellos monotípicos:
- Euneomys Coues, 1874
  - Euneomys chinchilloides (Waterhouse, 1839)
  - Euneomys fossor Thomas, 1899
  - Euneomys mordax Thomas, 1912
  - Euneomys petersoni J. A. Allen, 1903
- Irenomys Thomas, 1919[5]
  - Irenomys tarsalis (Philippi, 1900)
- Neotomys Thomas, 1894
  - Neotomys ebriosus Thomas, 1894

Su diversidad podría ser mayor e incluir también otros géneros, ya que se necesita revisar la posición tribal de varias formas extintas de roedores sigmodontinos de coronas altas (por ejemploTafimys, Panchomys y Ichthyurodon) las que anteriormente eran ubicadas en el “grupo Reithrodon”.

### Relaciones filogenéticas y características generales
La tribu Euneomyini fue diagnosticada formalmente en el año 2015, sobre la base de marcadores moleculares que permitieron desarrollar nuevas hipótesis filogenéticas de los taxones que eran incluidos en el denominado “grupo Reithrodon” (dentro de la tribu Phyllotini), demostrándose su ausencia de monofilia.
Dentro de este clado de rango tribal, el género Irenomys habría divergido más tempranamente, sobre la base de poseer varios rasgos especializados en la explotación del ecosistema forestal dominado por especies del género Nothofagus.
Euneomyini agrupa a roedores medianos, con longitudes del cuerpo más la cabeza comprendidas entre los 100 y los 160 mm. Anatómicamente presentan una morfología cráneo-dentaria altamente convergente con varios otros linajes de roedores sigmodontinos. Entre los varios rasgos morfológicos que caracterizan a los miembros vivientes de Euneomyini, se encuentran el poseer incisivos superiores surcados, molares hipsodontes y simplificados, regiones interorbitarias de bordes paralelos y angostas e interparietales agrandados.

## Distribución geográfica
Los integrantes de esta tribu están ampliamente distribuidos en el centro-oeste, sudoeste y sur de América del Sur, asociados a ambientes de estepas, arbustales, semidesiertos andinos de la provincia fitogeográfica altoandina, estepas y arbustales áridos de la provincia fitogeográfica patagónica y bosques húmedos de la provincia fitogeográfica subantártica.
Presenta especies desde Perú y Bolivia por el norte hasta el archipiélago de Tierra del Fuego, en el extremo austral de la Argentina y Chile por el sur.